# Pilumnus longicornis
Pilumnus longicornis är en kräftdjursart som beskrevs av Franz Martin Hilgendorf 1878. Pilumnus longicornis ingår i släktet Pilumnus och familjen Pilumnidae. Inga underarter finns listade i Catalogue of Life.